# Distrito de Ramgarh
Ramgarh (en hindi; रामगढ़ जिला) es un distrito de la India en el estado de Jharkhand. Código ISO: IN.JK.RM.
Comprende una superficie de 1 212 km².
El centro administrativo es la ciudad de Ramgarh.

## Demografía
Según censo 2011 contaba con una población total de 949 159 habitantes, de los cuales 455 122 eran mujeres y 494 037 varones.